# 東西学生蹴球対抗王座決定戦
東西学生蹴球対抗王座決定戦（とうざいがくせいしゅうきゅうたいこうおうざけっていせん）は、1929年から1965年まで日本で行われていた大学サッカー大会である。関東大学リーグと関西学生リーグの優勝チームが対戦した。第二次世界大戦中の一時期を除き、毎年開催された。東西学生リーグ代表対抗試合、東西大学リーグ1位対抗とも呼称された。
この大会が始まった時期の大学のサッカー部は日本のサッカー界をリードする存在であり、その東西両リーグのチャンピオン同士が対戦する本大会を全日本選手権（天皇杯）よりも重要な大会であると考える向きもあった。
1952年には他地方の大学にも門戸を開いた全国大学サッカー大会（現・全日本大学サッカー選手権大会）が始まったが、同大会には東西リーグ至上主義者からの反対意見が強く、特に関西サッカー協会はその中心であり、初期は関西勢はまったく参加しなかった。
東西学生王座決定戦は1965年の第37回で終了した。1966年からは全日本大学サッカー選手権大会がオープン制から地域代表制へ大きな制度変更がなされ、名実ともに大学日本一を決定する大会となった。

## 歴代大会結果
| 年（回）  | 優勝チーム | スコア | 準優勝チーム |
| --------- | ---------- | ------ | ------------ |
| 1929 (1)  | 東大       | 3－2   | 関学         |
| 1930 (2)  | 東大       | 2－1   | 京大         |
| 1931 (3)  | 東大       | 2－2   | 関学         |
| 1932 (4)  | 慶大       | 2－1   | 京大         |
| 1933 (5)  | 早大       | 5－2   | 京大         |
| 1934 (6)  | 早大       | 6－0   | 京大         |
| 1935 (7)  | 早大       | 12－2  | 関学         |
| 1936 (8)  | 早大       | 3－2   | 神戸商大     |
| 1937 (9)  | 慶大       | 3－0   | 京大         |
| 1938 (10) | 関学       | 3－2   | 慶大         |
| 1939 (11) | 慶大       | 4－2   | 関学         |
| 1940 (12) | 慶大       | 3－0   | 関学         |
| 1941 (13) | 中止       | 中止   | 中止         |
| 1942 (14) | 東大       | 8－1   | 関学         |
| 1943 (15) | 中止       | 中止   | 中止         |
| 1944 (16) | 中止       | 中止   | 中止         |
| 1945 (17) | 中止       | 中止   | 中止         |
| 1946 (18) | 早大       | 2－0   | 神戸経大     |
| 1947 (19) | 早大       | 4－1   | 関学         |
| 1948 (20) | 関学       | 2－0   | 東大         |
| 1949 (21) | 早大       | 4－2   | 関大         |
| 1950 (22) | 早大       | 1－1   | 関学         |
| 1951 (23) | 関学       | 2－1   | 早大         |
| 1952 (24) | 慶大       | 3－2   | 関学         |
| 1953 (25) | 関大       | 3－0   | 教大         |
| 1954 (26) | 関学       | 1－1   | 立大         |
| 1955 (27) | 関大       | 3－1   | 早大         |
| 1956 (28) | 早大       | 4－1   | 大経大       |
| 1957 (29) | 早大       | 2－0   | 関学         |
| 1958 (30) | 早大       | 4－2   | 関学         |
| 1959 (31) | 立大       | 2－0   | 関学         |
| 1960 (32) | 関学       | 2－1   | 早大         |
| 1961 (33) | 関学       | 1－0   | 中大         |
| 1962 (34) | 中大       | 2－0   | 関学         |
| 1963 (35) | 早大       | 2－0   | 関学         |
| 1964 (36) | 明大       | 2－1   | 関大         |
| 1965 (37) | 早大       | 2－0   | 関学         |

## 大学別優勝回数
- 早稲田大学：13回
- 関西学院大学：6回
- 慶應義塾大学：5回
- 東京大学：4回
- 関西大学：2回
- 立教大学：1回
- 中央大学：1回
- 明治大学：1回

## 地域別優勝回数
- 関東：24回
- 関西：9回